# Selaginella praestans
Selaginella praestans är en mosslummerväxtart som beskrevs av Arthur Hugh Garfit Alston. Selaginella praestans ingår i släktet mosslumrar, och familjen mosslummerväxter. Inga underarter finns listade i Catalogue of Life.